# Kanpur Dehat
Der Distrikt Kanpur Dehat (Hindi कानपुर देहात जिला, Urdu ضلع کانپور دیہات), 2010 bis 2012 Distrikt Ramabai Nagar, ist ein Distrikt im nordindischen Bundesstaat Uttar Pradesh. Sitz der Verwaltung ist die Stadt Akbarpur.

## Geschichte
Truppen der Britischen Ostindien-Kompanie waren schon seit 1778 in der Gegend von Kanpur (früher anglisiert: Cawnpore) stationiert. Mit dem Vertrag vom 10. November 1801, in dem der Nawab von Avadh (Oudh) große Teile seines Herrschaftsgebiets (den oberen Doab, Rohilkhand, und Gorakhpur) an die Kompanie abtrat, wurde das Gebiet endgültig britisch. Danach wurde der Distrikt Kanpur eingerichtet. In den folgenden Jahrzehnten gab es mehrere Gebietsreorganisationen, bis die äußeren Distriktgrenzen ab 1836 wohl konstant blieben. Während des Indischen Aufstands von 1857 ereignete sich hier die Belagerung von Kanpur, bei der Hunderte britischer Soldaten und Zivilisten – darunter zahlreiche Frauen und Kinder – entgegen der Zusage freien Abzugs von den Aufständischen ermordet wurden. 

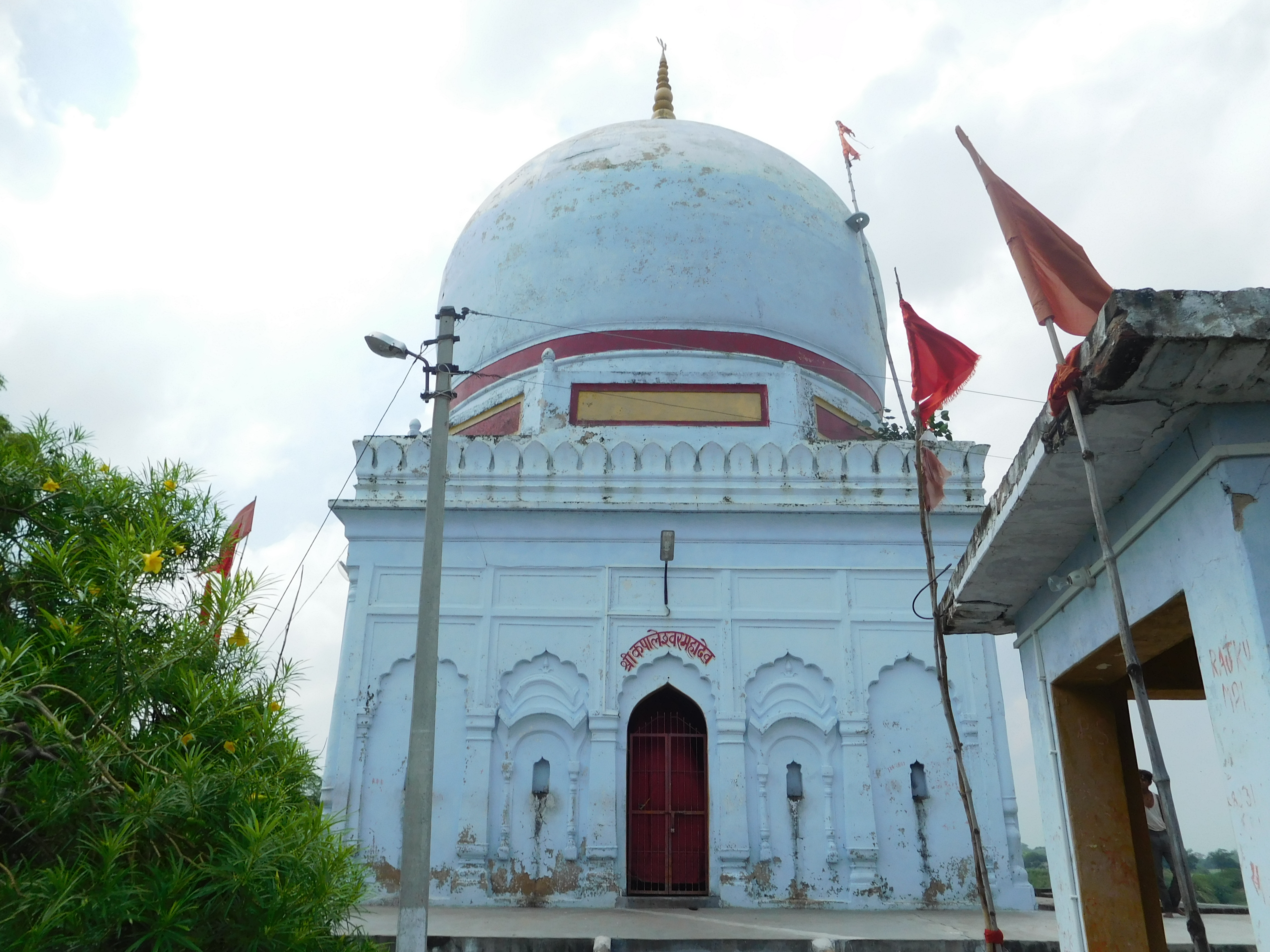
Kapaleshwar-Tempel

Im unabhängigen Indien (ab 1947) umfasste der Distrikt beim Zensus 1971 6121 km² mit 2.996.232 Einwohnern, womit er in Bezug auf die Fläche auf dem 16. und in Bezug auf die Bevölkerung auf dem 3. Platz der Distrikte von Uttar Pradesh lag. Am 8. Juni 1976 wurde der Distrikt Kanpur in die beiden Distrikte Kanpur Nagar („Kanpur-Stadt“) und Kanpur Dehat („Kanpur-Land“) aufgeteilt. Am 12. Juli 1977 wurde die Aufteilung wieder rückgängig gemacht, jedoch am 23. April 1981 erneut durchgeführt. Am 1. Juli 2010 ließ die damalige Chief Ministerin von Uttar Pradesh Mayawati (Bahujan Samaj Party) den Distrikt Kanpur Dehat in Distrikt Ramabai Nagar umbenennen, nach B. R. Ambedkars erster Ehefrau. Die Namensänderung wurde von der oppositionellen Samajwadi Party (SP) als „unglücklich“ kritisiert und nach dem Wahlsieg der SP unter dem neuen Chief Minister Akhilesh Yadav am 30. Juli 2012 wieder rückgängig gemacht.

## Bevölkerung
Die Einwohnerzahl lag beim Zensus 2011 bei 1.796.184. Die Bevölkerungswachstumsrate im Zeitraum von 2001 bis 2011 betrug 17,02 %. Kanpur Dehat hatte ein Geschlechterverhältnis von 865 Frauen pro 1000 Männer und eine Alphabetisierungsrate von 75,78 %. im Jahr 2011, eine Steigerung um fast 10 Prozentpunkte gegenüber dem Jahr 2001. Die Alphabetisierung lag damit über dem Durchschnitt von Uttar Pradesh. Knapp 90 % der Bevölkerung waren Hindus und ca. 10 % Muslime.
Knapp 9,7 % der Bevölkerung lebten in Städten.